# Quenton Nelson
Pour les articles homonymes, voir Nelson.
(en) Statistiques sur pro-football-reference
Quenton Nelson, né le 19 mars 1996 à Holmdel au New Jersey, est un joueur américain de football américain. Offensive guard, il joue actuellement avec les Colts d'Indianapolis dans la National Football League (NFL).

## Biographie

### Carrière universitaire
Étudiant à l'Université Notre-Dame-du-Lac, il a joué pour l'équipe du Fighting Irish de 2015 à 2017. La saison 2017 de Nelson est couronée par une sélection unanime dans l'équipe All-America.

### Carrière professionnelle
Nelson est sélectionné à la 6e place de la draft 2018 de la NFL par les Colts d'Indianapolis. Il est le premier lineman offensif sélectionné durant cette draft. 
Il est désigné titulaire au poste de guard gauche au début de la saison 2018 et devient un des meilleurs joueurs de la ligue à cette position. Il est un élément clé de la ligne offensive des Colts qui n'a pas concédé le moindre sack durant cinq matchs consécutifs. Il est désigné lors du mois d'octobre débutant offensif du mois dans la NFL, devenant le premier guard à recevoir cet honneur. Sa première saison professionnelle est couronnée par une sélection au Pro Bowl et une présence dans la première équipe-type All-Pro de la ligue.